# Riberas del Río Tormes y afluentes
Riberas del Río Tormes y afluentes este o arie protejată (arie specială de conservare — SAC, sit de importanță comunitară — SCI) din Spania întinsă pe o suprafață de 1.876,23 ha, integral pe uscat.

## Localizare
Centrul sitului Riberas del Río Tormes y afluentes este situat la coordonatele 40°47′52″N 5°31′34″W / 40.7977°N 5.5262°V.

## Înființare
Situl Riberas del Río Tormes y afluentes a fost declarat sit de importanță comunitară în august 2000 pentru a proteja 1 specie de plante și 15 specii de animale. Situl a fost protejat și ca arie specială de conservare în septembrie 2015.

## Biodiversitate
Situată în ecoregiunea mediteraneană, aria protejată conține 17 habitate naturale: Păduri de stejar galițio-portugheze cu Quercus robur și Quercus pyrenaica, Pajiști oro-iberice cu Festuca indigesta, Formațiuni ierboase bogate în specii de Nardus, dezvoltate pe substraturi silicioase în zone montane (și în zone submontane, în Europa continentală), Păduri termofile cu Fraxinus angustifolia, Păduri de Quercus ilex și Quercus rotundifolia, Râuri mediteraneene cu debit permanent și vegetație de Glaucium flavum, Fânețe de joasă altitudine (Alopecurus pratensis, Sanguisorba officinalis), Râuri cu maluri nămoloase cu vegetație de Chenopodion rubri p.p. și Bidention p.p., Păduri aluvionare cu Alnus glutinosa și Fraxinus excelsior (Alno-Padion, Alnion incanae, Salicion albae), Râuri mediteraneene cu debit permanent cu specii de Paspalo-Agrostidion și galerii riverane de Salix și de Populus alba, Mlaștini turboase de tranziție și turbării mișcătoare, Pajiști umede mediteraneene cu ierburi înalte de Molinio-Holoschoenion, Pante stâncoase silicioase cu vegetație casmofită, Cursuri de apă de la nivel de câmpie la nivel montan, cu vegetație Ranunculion fluitantis și Callitricho-Batrachion, Galerii de Salix alba și de Populus alba, Roci stâncoase cu vegetație pionieră de Sedo-Scleranthion sau Sedo albi-Veronicion dillenii, Formațiuni montane de Cytisus purgans.
La baza desemnării sitului se află mai multe specii protejate:
- plante (1): Festuca elegans
- amfibieni (1): Discoglossus galganoi
- mamifere (4): Galemys pyrenaicus, vidră de râu (Lutra lutra), liliac comun (Myotis myotis), liliacul mediteranean cu potcoavă (Rhinolophus euryale)
- nevertebrate (3): fluturele auriu (Euphydryas aurinia), Macromia splendens, Oxygastra curtisii
- pești (4): Achondrostoma arcasii, Cobitis paludica, Pseudochondrostoma duriense, Rutilus alburnoides
- reptile (3): țestoasa de baltă (Emys orbicularis), Lacerta schreiberi, Mauremys leprosa

Pe lângă speciile protejate, pe teritoriul sitului au mai fost identificate 2 specii de plante, 10 specii de amfibieni, 12 specii de mamifere, 2 specii de nevertebrate, 2 specii de pești.